# Valanjou
Valanjou korábbi község Franciaország Loire mente régiójában, Maine-et-Loire megyében. 2015. december 15-én tizenegy másik korábbi községgel egyesült és Chemillé-en-Anjou új község része lett.
Lakosainak száma 2123 fő (2018. január 1.). Valanjou Champ-sur-Layon, Chanzeaux, Chemillé, Cossé-d’Anjou, Faveraye-Mâchelles, Montilliers, La Salle-de-Vihiers, Bellevigne-en-Layon, Lys-Haut-Layon, Le Voide, Thouarcé, Chemillé-Melay és Vihiers községekkel határos.

## Népesség
A település népessége az elmúlt években az alábbi módon változott:
| Lakosok száma | 1952 | 2001 | 1877 | 1924 | 2016 | 2177 | 2290 | 2237 | 2184 | 2123 |
|               | 1962 | 1968 | 1975 | 1982 | 1990 | 2008 | 2013 | 2015 | 2017 | 2018 |